# Natalia Levtjenkova
Natalia Levtjenkova född 30 juli 1977 i Smolensk,  är en före detta moldavisk skidskytt. Hon vann distansloppet i Europamästerskapen i Nove Mesto 2008.